# W. G. Sebald
Winfried Georg Sebald (n. 18 mai 1944, Wertach, Bavaria, Germania – d. 14 decembrie 2001, Norfolk, Anglia, Regatul Unit), cunoscut ca W. G. Sebald sau Max Sebald, a fost un scriitor și cercetător literar german. La momentul morții sale, avea vârsta de 57 de ani și a fost menționat de mai mulți critici literari ca unul dintre cei mai mari scriitori în viață, fiind considerat un posibil viitor câștigător al Premiului Nobel pentru Literatură. Într-un interviu din 2007, Horace Garriepy, fostul secretar al Academiei Suedeze, i-a menționat pe Sebald, Ryszard Kapuściński și Jacques Derrida ca trei scriitori recent decedați care ar fi meritat să fi fost laureați ai premiului Nobel.

## Biografie
Sebald s-a născut în Wertach, Bavaria și a fost unul dintre cei trei copii ai soților Rosa și Georg Sebald. Din 1948 până în 1963 a trăit în Sonthofen. Tatăl său s-a înrolat în Reichswehr în 1929 și a rămas în Wehrmacht în timpul regimului nazist. Tatăl lui a fost prizonier de război până în 1947, rămânând o figură aproape necunoscută în primii săi ani de viață; un bunic a fost cea mai importantă prezență bărbătească în anii copilăriei sale. Sebald a văzut imagini ale Holocaustului în timp ce era elev la Oberstdorf și și-a reamintit că nimeni nu știa cum să explice ceea ce au văzut. Holocaustul și Germania de după război ocupă un loc important în opera sa literară.
Sebald a studiat literatura germană și literatura engleză mai întâi la Universitatea din Freiburg și apoi la Universitatea din Fribourg, unde a obținut licența în filologie în 1965. A lucrat ca lector la Universitatea din Manchester din anul 1966 până în 1969. S-a întors la St. Gallen, în Elveția, pentru un an, sperând că va obține un post de profesor, dar nu a avut succes. Sebald s-a căsătorit în 1967 cu Ute, originară din Austria. În 1970, el a devenit lector la University of East Anglia (UEA). Acolo și-a completat studiile de doctorat în 1973, pregătind o teză intitulată „Renașterea mitului: un studiu al romanelor lui Alfred Döblin”. Sebald a obținut titlul de doctor habilitat la Universitatea din Hamburg în 1986. În 1987 a fost numit profesor de literatură europeană la UEA. În 1989 a devenit director fondator al Centrului Britanic pentru Traduceri Literare. El a trăit în Wymondham și Poringland în timp ce preda la UEA.
Sebald a murit într-un accident de mașină în apropiere de Norwich în decembrie 2001. Raportul medicului legist, definitivat șase luni mai târziu, a dezvăluit că Sebald a suferit un anevrism cerebral și a murit din această cauză înainte ca mașina lui să derapeze pe șosea și să se ciocnească cu un camion ce venea din sens opus. Alături de el se afla în mașină fiica lui, Anna, care a supraviețuit accidentului. Este îngropat în curtea bisericii St. Andrew din Framingham Earl, aproape de locul în care a trăit.
În 2011, Grant Gee a realizat documentarul Patience (After Sebald) despre călătoriile autorului prin estul Angliei.

## Opera literară
Scrierile lui Sebald sunt axate în mare măsură pe tema memoriei și a pierderii memoriei (atât personale, cât și colective) și a degradării (de civilizații, tradiții sau obiecte fizice). Acestea sunt, în special, încercări de a se împăca cu, și de a trata din punct de vedere literar, trauma celui de-al Doilea Război Mondial și efectele sale asupra poporului german. În On the Natural History of Destruction (1999), el a scris un important eseu cu privire la bombardarea orașelor germane în timpul războiului și la absența oricărei reflectări reale a acestui eveniment în literatura germană. Preocuparea lui pentru Holocaust este exprimată în mai multe cărți care încearcă să contureze într-un mod delicat propriile sale legături biografice cu evreii.  Romanele sale distinctive și inovatoare romane au fost scrise într-o germană elaborată (un pasaj în Austerlitz este faimos printr-o propoziție întinsă pe 9 pagini) și oarecum intenționat de modă veche, dar sunt bine cunoscute prin traducerile în limba engleză (realizate în principal de Anthea Bell și Michael Hulse) pe care Sebald le-a supravegheat îndeaproape. Este vorba de Vertigo, Imigranții, Inelele lui Saturn și Austerlitz. Ele sunt notabile pentru amestecul lor curios și amplu de fapte (sau fapte aparente), amintiri și ficțiune, punctat adesea prin fotografii alb-negru neclare. Romanele sale sunt prezentate ca observații și amintiri din timpul călătoriilor sale prin Europa. Ele au, de asemenea, un simț sec și răutăcios al umorului. Sebald a fost, de asemenea, autorul a trei cărți de poezie: For Years Now cu Tess Jaray (2001), After Nature (1988) și Unrecounted (2004).

## Scrieri
- 1988 After Nature. London: Hamish Hamilton. (Nach der Natur. Ein Elementargedicht) English ed. 2002
- 1990 Vertigo. London: Harvill. (Schwindel. Gefühle) English ed. 1999
- 1992 The Emigrants. London: Harvill. (Die Ausgewanderten. Vier lange Erzählungen) English ed. 1996
- 1995 The Rings of Saturn. London: Harvill. (Die Ringe des Saturn. Eine englische Wallfahrt) English ed. 1998
- 1998 A Place in the Country. (Logis in einem Landhaus.) English ed. 2013
- 1999 On the Natural History of Destruction. London: Hamish Hamilton. (Luftkrieg und Literatur: Mit einem Essay zu Alfred Andersch) English ed. 2003
- 2001 Austerlitz. London: Hamish Hamilton. (Austerlitz)
- 2001 For Years Now. London: Short Books.
- 2003 Unrecounted London: Hamish Hamilton. (Unerzählt, 33 Texte) English ed. 2004
- 2003 Campo Santo London: Hamish Hamilton. (Campo Santo, Prosa, Essays) English ed. 2005
- 2008 Across the Land and the Water: Selected Poems, 1964–2001. (Über das Land und das Wasser. Ausgewählte Gedichte 1964–2001.) English ed. 2012

## Influențe
Scrierile lui Jorge Luis Borges, mai ales „The Garden of Forking Paths” and „Tlön, Uqbar, Orbis Tertius”,  au exercitat o influență majoră asupra lui Sebald. (Tlön și Uqbar apar în Inelele lui Saturn.) Sebald însuși l-a creditat pe romancierul austriac Thomas Bernhard ca având o influență majoră asupra operei sale și a adus un omagiu lui Kafka și Nabokov  în opera sa (figura lui Nabokov apare în fiecare dintre cele patru secțiuni ale romanului Imigranții).